# Rhus copallina
Rhus copallina är en sumakväxtart som beskrevs av Carl von Linné. Rhus copallina ingår i släktet sumaker, och familjen sumakväxter.

## Underarter
Arten delas in i följande underarter:
- R. c. latifolia
- R. c. leucantha